# كسب غير مشروع
الكسب غير المشروع، هو شكل من أشكال الفساد السياسي، ويتمثل في الاستخدام غير الأخلاقي لسلطة السياسي من أجل تحقيق مكاسب شخصية. وتتمتع معظم الأنظمة الحكومية بقوانين لمنع الكسب غير المشروع، وذلك على الرغم من أن هذا لا يوقف دائمًا الفساد السياسي.

## مثال
من الأمثلة التقليدية على الكسب غير المشروع السياسي هو عندما يتبادل شخص هبة سياسية في مقابل مصلحة سياسية (مثل ristournes (الاقتطاع) في كيبك أو tangenti في إيطاليا). ومع ذلك، لا يتطلب الكسب غير المشروع اشتراك فرد آخر. وهذا ممكن من خلال اختلاس المال مباشرة من أموال الحكومة، أو ارتكاب أعمال مخالفة كتلك التي تتم في عملية التجارة من الداخل. 
كان وليام تويد أو «بوس تويد» قد عُزل من منصبه في مجلس شيوخ نيويورك للمساعدة في منع الكسب غير المشروع ووقف الفساد السياسي، ولكن هذا لم يحدث.

## مثال على تأثير وقف الكسب غير المشروع
عندما ساعدت الوكالة الأمريكية للتنمية الدولية الحكومة الأفغانية على وضع إستراتيجية للدفع لموظفي الخدمة المدنية وضباط الشرطة عن طريق الهواتف المحمولة، قلل ذلك نسبة كبيرة من الكسب غير المشروع الذي كان يجني منه الموظفون زيادة بنحو 30٪.